# Ийар
Ийа́р (фр. Ilharre) — коммуна во Франции, находится в регионе Новая Аквитания. Департамент — Атлантические Пиренеи. Входит в состав кантона Пеи-де-Бидаш, Амикюз и Остибар. Округ коммуны — Байонна.
Код INSEE коммуны — 64272.

## География

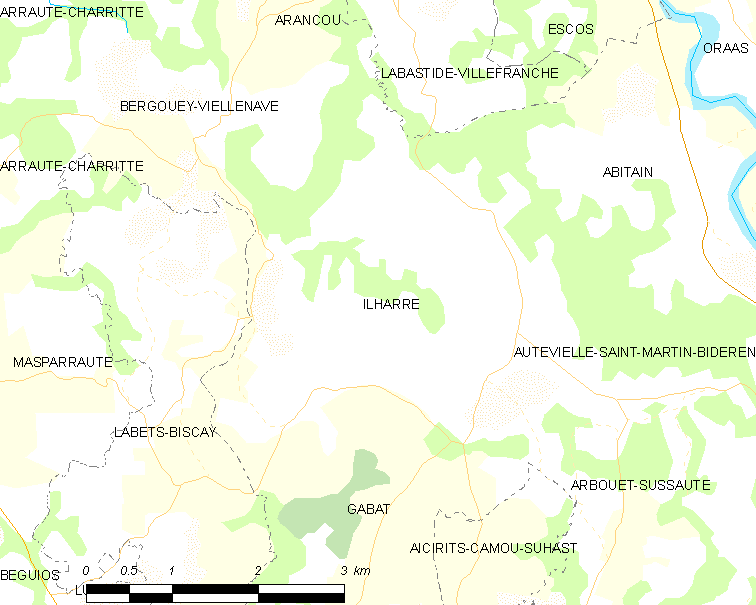
Карта коммуны

Коммуна расположена приблизительно в 670 км к юго-западу от Парижа, в 165 км южнее Бордо, в 60 км к западу от По.
На юго-западе коммуны протекает река Бидуз.

### Климат
Климат тёплый океанический. Зима мягкая, средняя температура января — от +5°С до +13°С, температуры ниже −10 °C бывают редко. Снег выпадает около 15 дней в году с ноября по апрель. Максимальная температура летом порядка 20-30 °C, выше 35 °C бывает очень редко. Количество осадков высокое, порядка 1100 мм в год. Характерна безветренная погода, сильные ветры очень редки.

## Население
Население коммуны на 2010 год составляло 139 человек.
| 1962 | 1968 | 1975 | 1982 | 1990 | 1999 | 2010 |
| ---- | ---- | ---- | ---- | ---- | ---- | ---- |
| 160  | 169  | 157  | 158  | 146  | 135  | 139  |

## Администрация
| Период | Период | Фамилия      | Партия | Примечания |
| ------ | ------ | ------------ | ------ | ---------- |
| 1995   | 2014   | Этьен Эчар   |        |            |
| 2014   | 2020   | Жан-Луи Эчар |        |            |

## Экономика
В 2010 году среди 93 человек трудоспособного возраста (15-64 лет) 66 были экономически активными, 27 — неактивными (показатель активности — 71,0 %, в 1999 году было 66,7 %). Из 66 активных жителей работали 64 человека (32 мужчины и 32 женщины), безработных было 2 (1 мужчина и 1 женщина). Среди 27 неактивных 4 человека были учениками или студентами, 16 — пенсионерами, 7 были неактивными по другим причинам.

## Достопримечательности
- Церковь Св. Лаврентия (XVII век)